# Jana Rychlá
Jana Rychlá, rodným jménem, které užívala během profesionální kariéry Jana Pospíšilová (* 23. března 1970) je bývalá česká profesionální tenistka, která na profesionálním okruhu hrála mezi lety 1986–1998. Ve své kariéře na něm nevyhrála žádný turnaj. Dvakrát si zahrála finále – ve dvouhře v roce 1988 na Southern Cross Classic v Adelaide podlehla Janě Novotné a ve čtyřhře roku 1990 spolu Leonou Láskovou prohrály na Athens Open s italsko-rakouským párem Laura Garroneová a Karin Kschwendtová.
Roku 1987 vyhrála dvouhru starších dorostenek na Pardubické juniorce. V roce 1988 zvítězila s československým fedcupovým týmem v Poháru federace, po finálové výhře nad Sovětským svazem.
Na žebříčku WTA byla nejvýše ve dvouhře klasifikována v únoru 1989 na 49. místě a ve čtyřhře pak v květnu 1991 na 83. místě.

## Soukromý život
Mladším bratrem je profesionální tenista Jaroslav Pospíšil (nar. 1981). V roce 2006 se vdala za herce a moderátora Petra Rychlého. Společně mají syna Petra (nar. 2005). Rodina žije v Kostelci u Křížků.

## Přehled klubů
Od roku 1996 nastupovala za následující tenisové kluby:
- 1996: TK Precolor Přerov
- 1997: TK Seliko Přerov
- 1998, 1999: TK EDIMEX Frýdlant nad Ostravicí
- 2004: TK SK Zlín[2]

## Fed Cup
Ve Fed Cupu odehrála za ČSSR sedm čtyřher s bilancí pět výher a dvě prohry.
| Finále Poháru federace 1988 | Finále Poháru federace 1988 | Finále Poháru federace 1988 | Finále Poháru federace 1988 | Finále Poháru federace 1988                                 | Finále Poháru federace 1988        | Finále Poháru federace 1988 |
| Č.                          | Datum                       | Místo konání                | Povrch                      | Vítězky                                                     | Finalistky                         | Výsledek                    |
| --------------------------- | --------------------------- | --------------------------- | --------------------------- | ----------------------------------------------------------- | ---------------------------------- | --------------------------- |
| 26.                         | 4/12/1988                   | Melbourne, Flinders Park    | tvrdý                       | Jana Novotná Jana Pospíšilová Radka Zrubáková Helena Suková | Larisa Savčenková Nataša Zverevová | ČSSR – SSSR 2 : 1           |

## Finálové účasti na turnajích WTA Tour

### Dvouhra: 1 (0–1)

#### Finalistka
|    | Datum      | Turnaj                           | Kat.   | ($)     | Povrch | Vítězka      | Výsledek |
| 1. | 28/11/1988 | Southern Cross Classic, Adelaide | Tier V | 100 000 | tvrdý  | Jana Novotná | 5–7, 4–6 |

### Čtyřhra: 1 (0–1)

#### Finalistka
|    | Datum      | Turnaj              | Kat.   | ($)    | Povrch | Vítězky                             | Spoluhráčka   | Výsledek      |
| 1. | 10/09/1990 | Athens Open, Athény | Tier V | 75 000 | antuka | Laura Garroneová Karin Kschwendtová | Leona Lásková | 0–6, 6–1, 6–7 |

## Pořadí na žebříčku WTA ve dvouhře/konec roku
| Rok    | 1987 | 1988  | 1989  | 1990   | 1991   | 1992   | 1993   | 1994   | 1995   | 1996   | 1997   | 1998   |
| Pořadí | 217. | ▲ 64. | ▲ 53. | ▼ 167. | ▼ 222. | ▲ 214. | ▼ 358. | ▲ 325. | ▼ 420. | ▲ 228. | ▼ 299. | ▼ 720. |